# Asphalt 8: Airborne
Asphalt 8: Airborne là một trò chơi điện tử thể loại đua xe, được phát triển và phát hành bởi Gameloft, là một phiên bản trong series Asphalt. Trò chơi được ra mắt vào ngày 22 tháng 8 năm 2013 cho iOS và Android, ngày 13 tháng 11 cho Windows 8 và Windows Phone 8, và ngày 15 tháng 1 năm 2014 cho BlackBerry 10.

## Nội dung trò chơi
Tương tự như Asphalt 7: Heat, Asphalt 8: Airborne có khả năng nghiêng thiết bị để đổi hướng đi, tự động đi với tốc độ trung bình, tăng thêm tốc độ bằng cách ấn nút phải, rê lốp khi vào khúc cua.
Để tăng thêm nitro, người chơi cần phải rê lốp tính bằng mét (meters drifted) khi vào khúc cua, xoay và lật 360 độ (flat spins và barrel roll), phá hủy các vật cản khi đua xe (city havoc), phá hủy những chiếc xe không tham gia cuộc đua (traffic down)(chỉ phá được những chiếc xe đi cùng chiều với người chơi) hạ những người chơi khác (knock down), điều khiển giao thông (traffic control) và chạy một cách hoàn hảo (perfect run). Càng làm nhiều thì số nitro tăng lên càng cao. Ở trò chơi này, chế độ Perfect Nitro thay cho chế độ Adrenaline ở Asphalt 6 và 7. Khi ấn nút tăng tốc, 1 vùng màu đỏ xuất hiện trên thanh tăng tốc

## Tình trạng
Trò chơi được đón nhận rất tích cực và đã trở thành một trong những trò chơi đua xe hot nhất trên thế giới.